# Balla Ignác
Balla Ignác (eredeti neve: Braun Ignác) (Pécska, 1883. augusztus 23. – Nervi, 1976. szeptember 10.) magyar író, költő, újságíró, műfordító és hírlapíró. Balla Frigyes Fülöp (1871–1937) festő, tanár testvére.

## Élete
Braun Benő és Leopold Bianka gyermekeként született az erdélyi Pécskán. 1901-ben jelent meg első verseskötete Tűz címmel. 1903-ban A Hét is elkezdte közölni első verseit. Még ugyanebben az évben bevonult a haditengerészethez. A katonaságot követően a fővárosban volt újságíró. 1921-ben megismerkedett Mussolinivel, a Popolo d'Italia főszerkesztőjével, akiről 1932-ben életrajzi regényt jelentetett meg. 1926-ban Olaszországban telepedett le; olasz és más külföldi lapok munkatársa volt. Sokat fordított olaszból magyarra. 1907-től segédszerkesztője volt az Új Időknek. 1911-ben a Magyar Figyelő segédszerkesztője lett.
1906. március 29-én Budapesten házasságot kötött Gottlieb Ármin Ferenc és Bettelheim Lujza lányával, Erzsébettel. 1916-ban elváltak. 1919-ben ismét összeházasodtak.

## Művei
- Tűz (versek, 1901)
- Tenger mormolása (versek, 1903)
- Dél (versek, 1907)
- Színésznő-jelölt (monológok, 1909)
- A hét híd városa (versek, 1910)
- A figyelmesség áldozata (monológok, 1911)
- Újjé, a ligetben nagyszerű! (tárca, 1911)
- Tréfaország (tárca, 1911)
- Kámeák (elbeszélés, 1912)
- A Rotschildok (1912)
- Edison (1912)
- Híres feltalálók (Sztrókay Kálmánnal, 1912)
- Cigarettafüst (monológok, 1914)
- Romantika (monológok, 1914)
- Víz fölött és víz alatt (1916)
- Kis emberek (elbeszélés, 1917)
- Az ő keze (regény, 1917)
- Gabikám... (versek, 1918)
- Anonima levelei (regény, 1918)
- Tréfás mesekönyv (mesék, 1920)
- A póruljárt kisbíró (mese, 1921)
- Az arrezzoi varga (színmű, 1926)
- Hebehurgya Jancsi (mese, 1927)
- Ötven mese (mesék, 1931)
- Két kis Ludas Matyi (mese, 1932)
- A Duce és a dolgozó új Itália (életrajzi regény, 1932)
- Két kis lurkó (mese, 1935)
- Ragyogó mesevilág (mesék, 1935)
- Negyven mese (mesék, 1940)